# Citroën 10 Hp
O Citroën 10 Hp foi o primeiro automóvel produzido pela marca francesa Citroën.
Em 4 de junho de 1919, o primeiro carro da Citroën deixou a linha de montagem; a marca lança o seu primeiro automóvel, o Citroën 10 Hp Type A. André Citroën queria um automóvel a um preço modesto (seu preço inicial é de 7950 francos que é baixo para a época), com uma manutenção baixa, mas, vai muito mais além, lançando o primeiro automóvel do mundo com chassis monocoque, sem embaladeiras, (carroceria completa incluindo quatro rodas de metal estampada com pneus, estepe, dois faróis e um motor elétrico de partida) e é o primeiro automóvel em que não se tem de subir para entrar. Até então, todos os subconjuntos eram fabricados por artesãos qualificados, e o 'chassi' acabado era solicitado pelos clientes que os enviavam a uma respeitável empresa de construção de carrocerias para serem vestidos com alguma carroçaria adequada. Mas não se fica por aqui, e o seu primeiro veículo é apresentado de forma diferente de todos os outros. Pela primeira vez, na história do automóvel, este é lançado com direito a publicidade, através de um anuncio original.
Dois anos depois, em 1921, uma versão mais sofisticada do modelo 10 Hp, o Citroën 10 Hp Type B2 que representou um desenvolvimento do Tipo A, com um motor mais potente sendo a versão que maior sucesso alcançou, graças à sua robustez e economia. Surgiu totalmente equipado com componentes elétricos e pneus, que era incomum na época. André Citroën lançou uma frota de táxis de Paris com a versão especial "B2 Taxi"

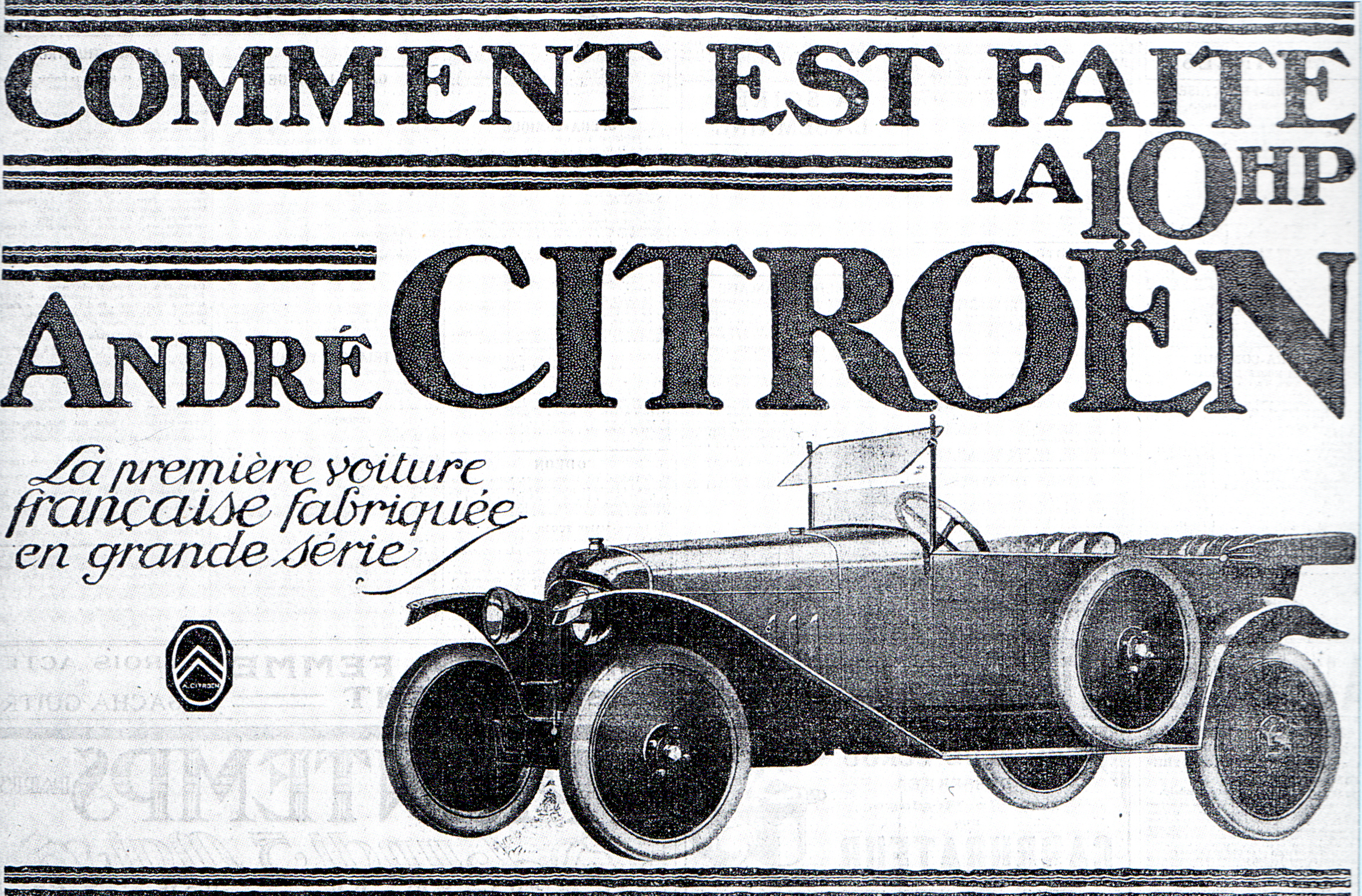
Publicidade do jornal L`Excelsior em 4 mai 1919
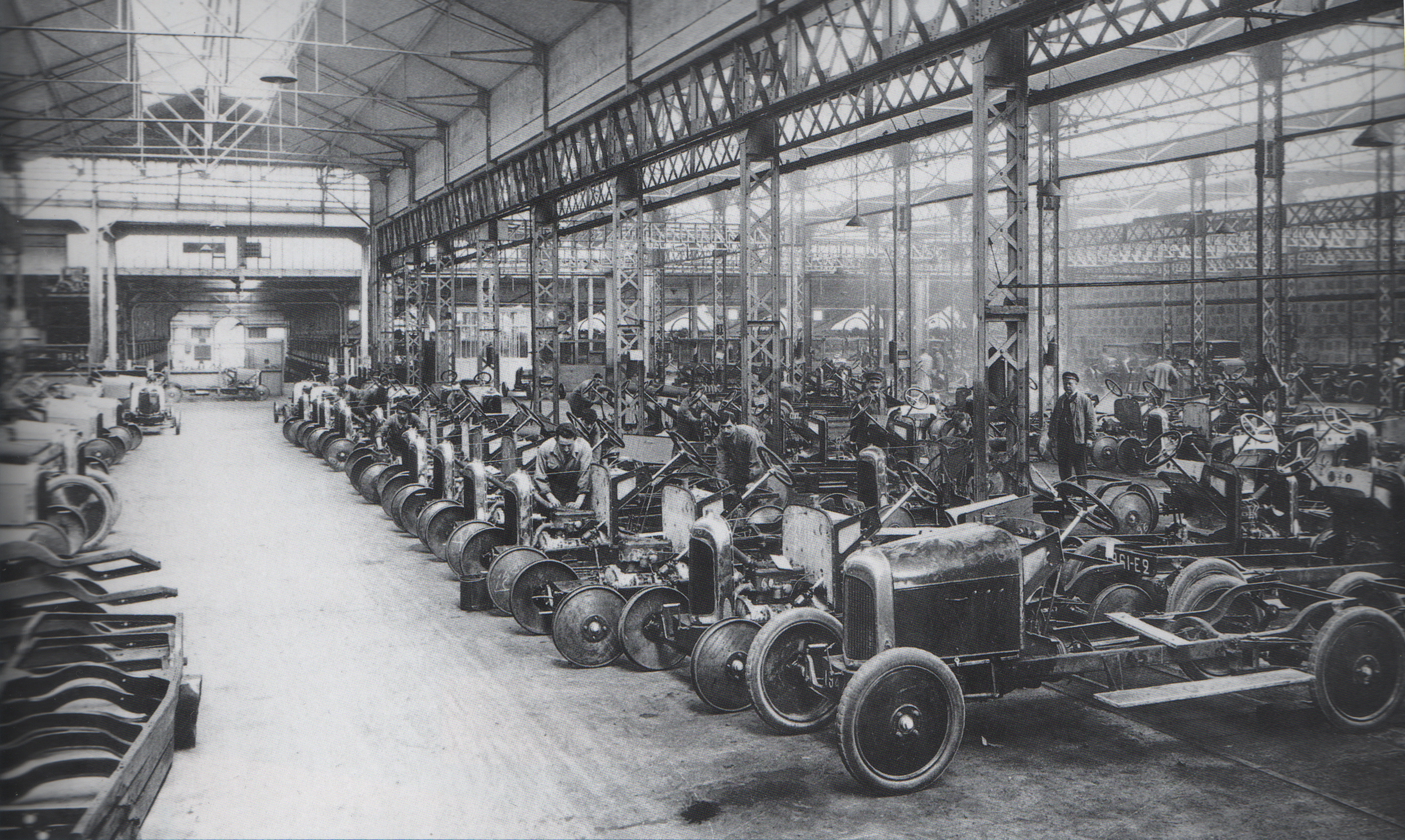
Linha de produção do Citroën Type A
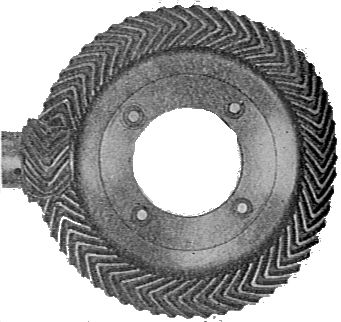
Transmissão final do Citroën Type A
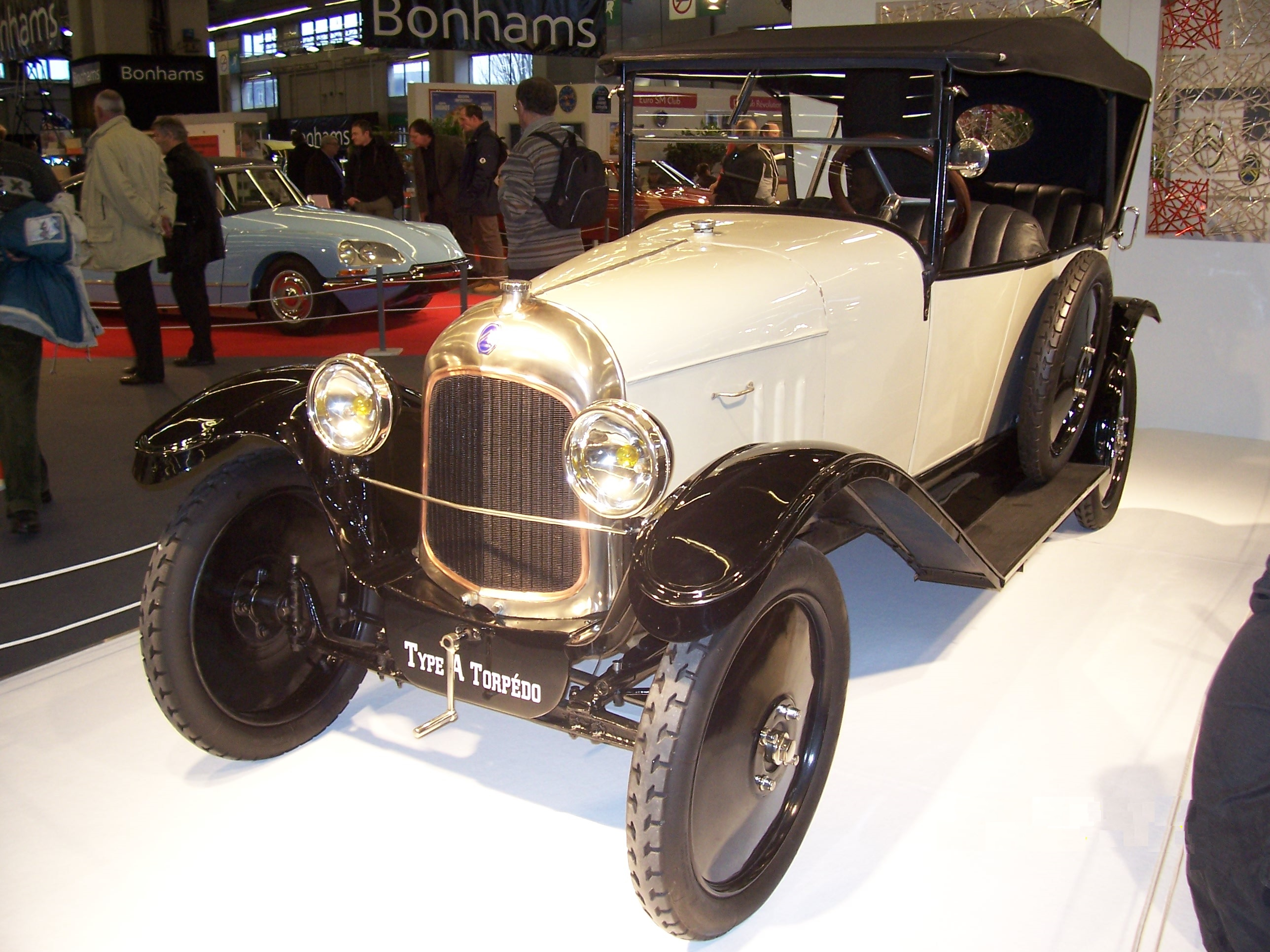
Type A de 1919 du conservatoire Citroën exposto "au salon Rétromobile 2009".

## Versões do Citroën 10 Hp

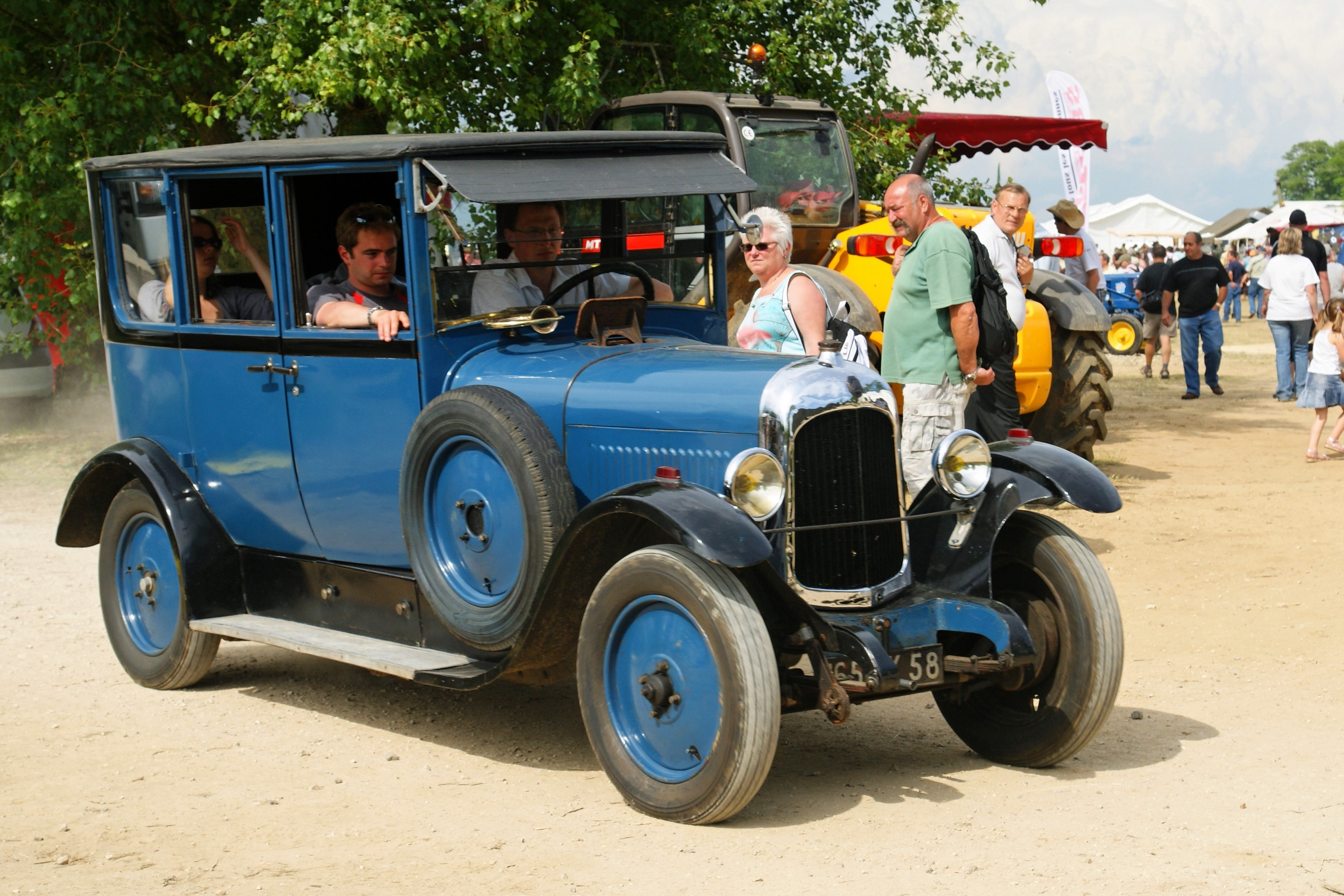
B12 Limusine
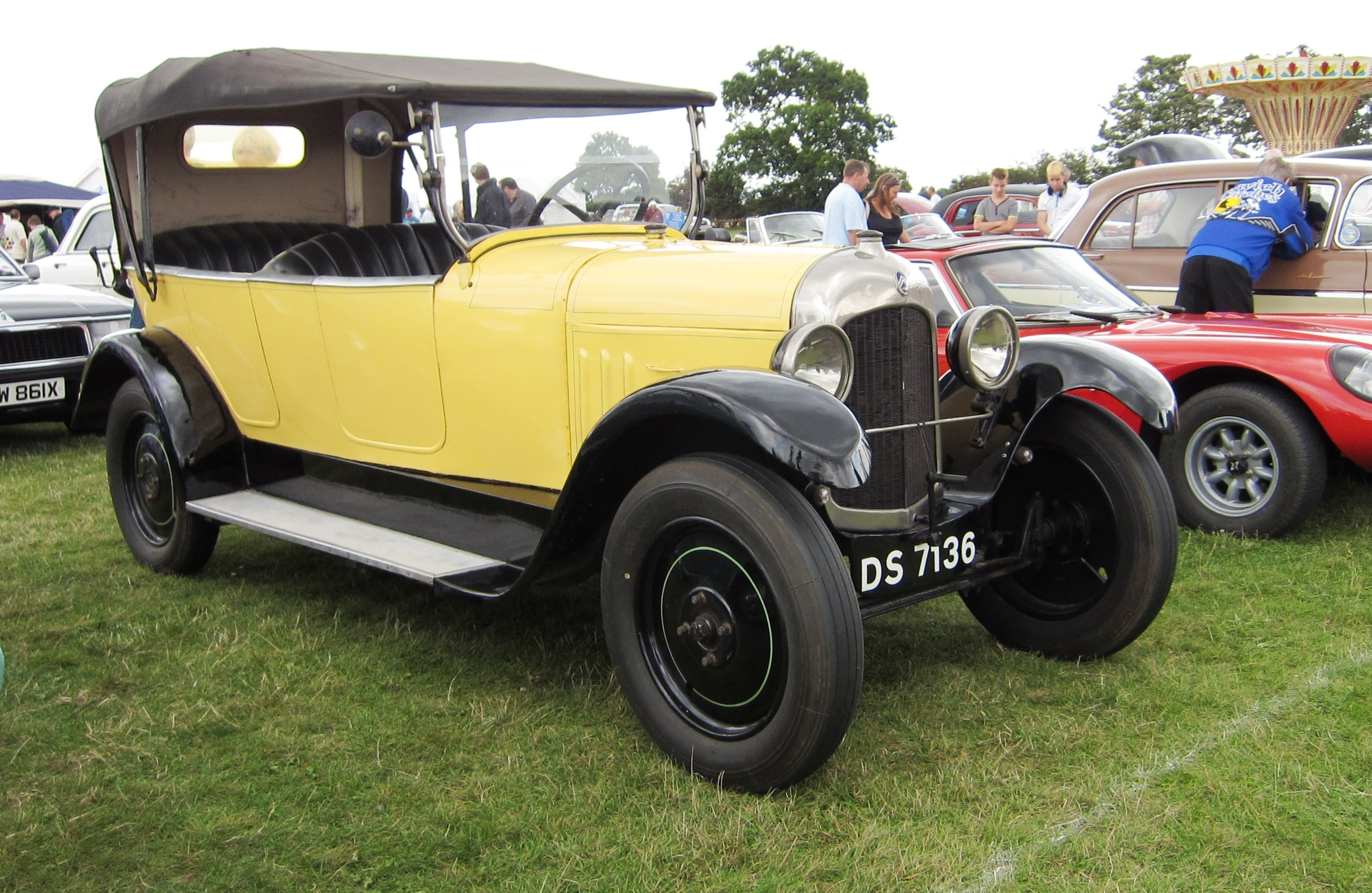
B2 Torpedo
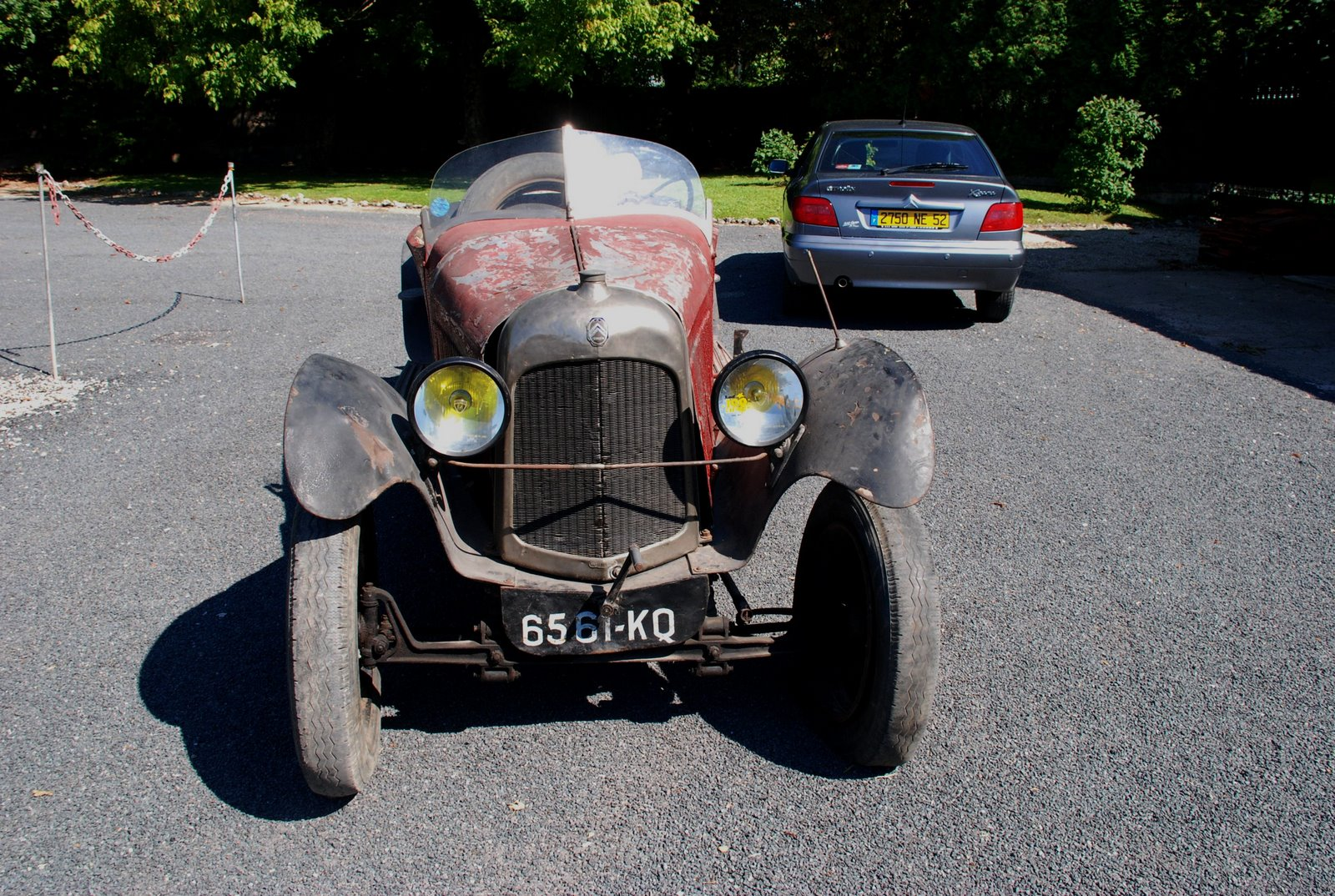
B2 Sport Cady
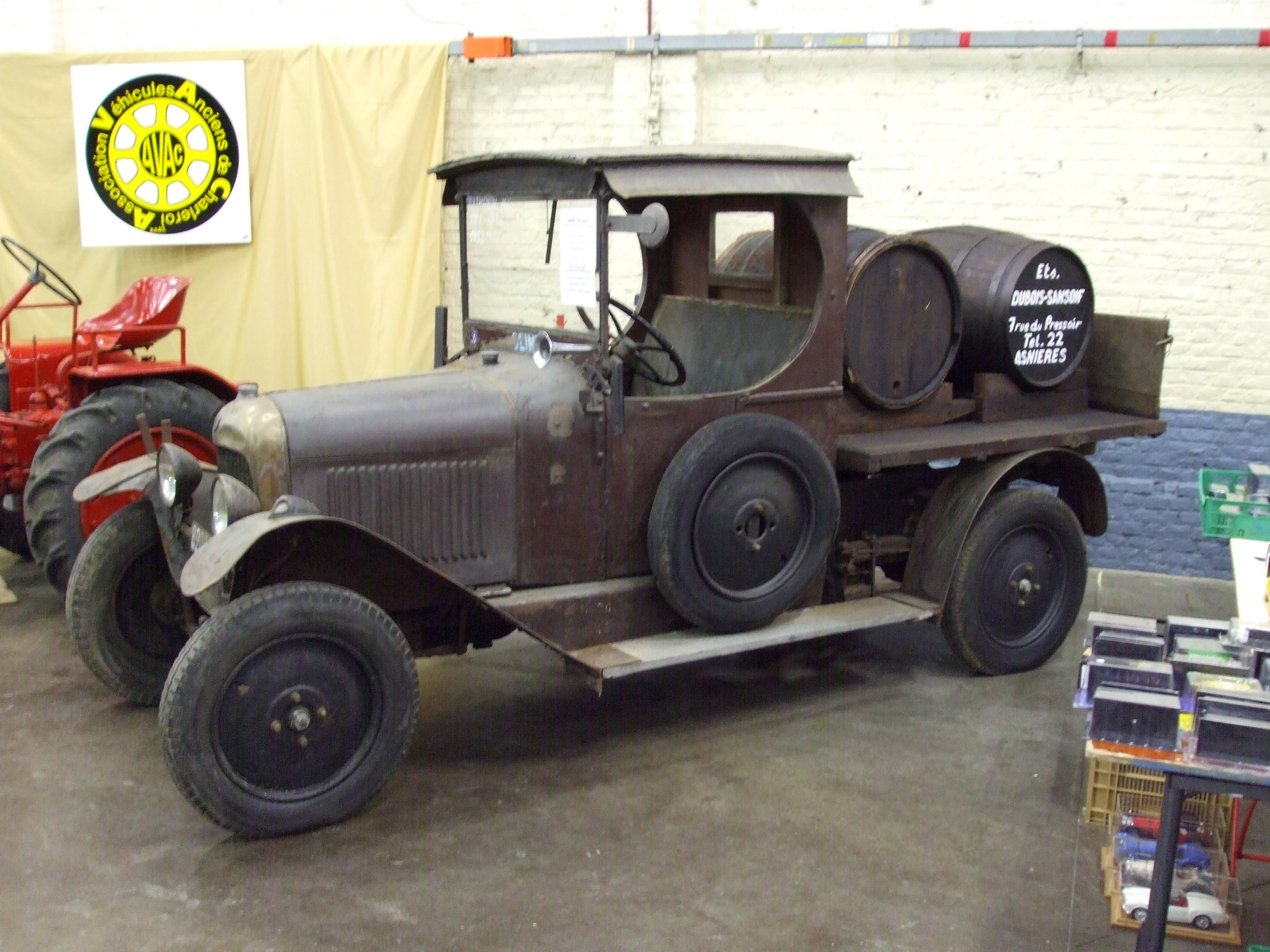
B2 Comercial
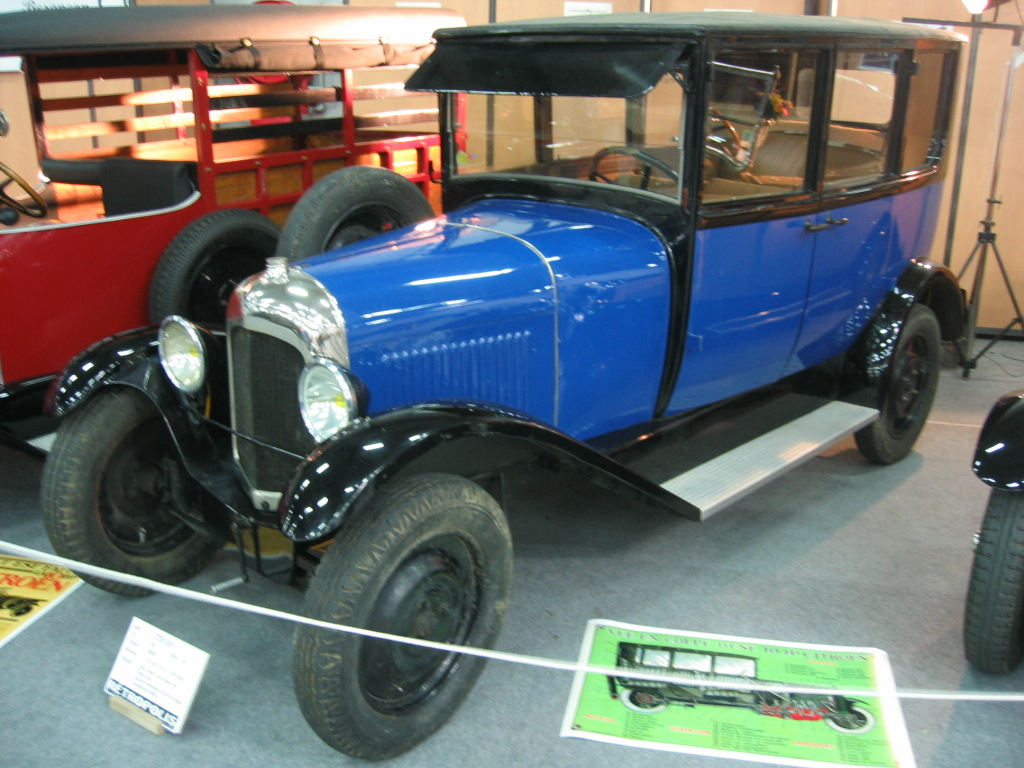
B10
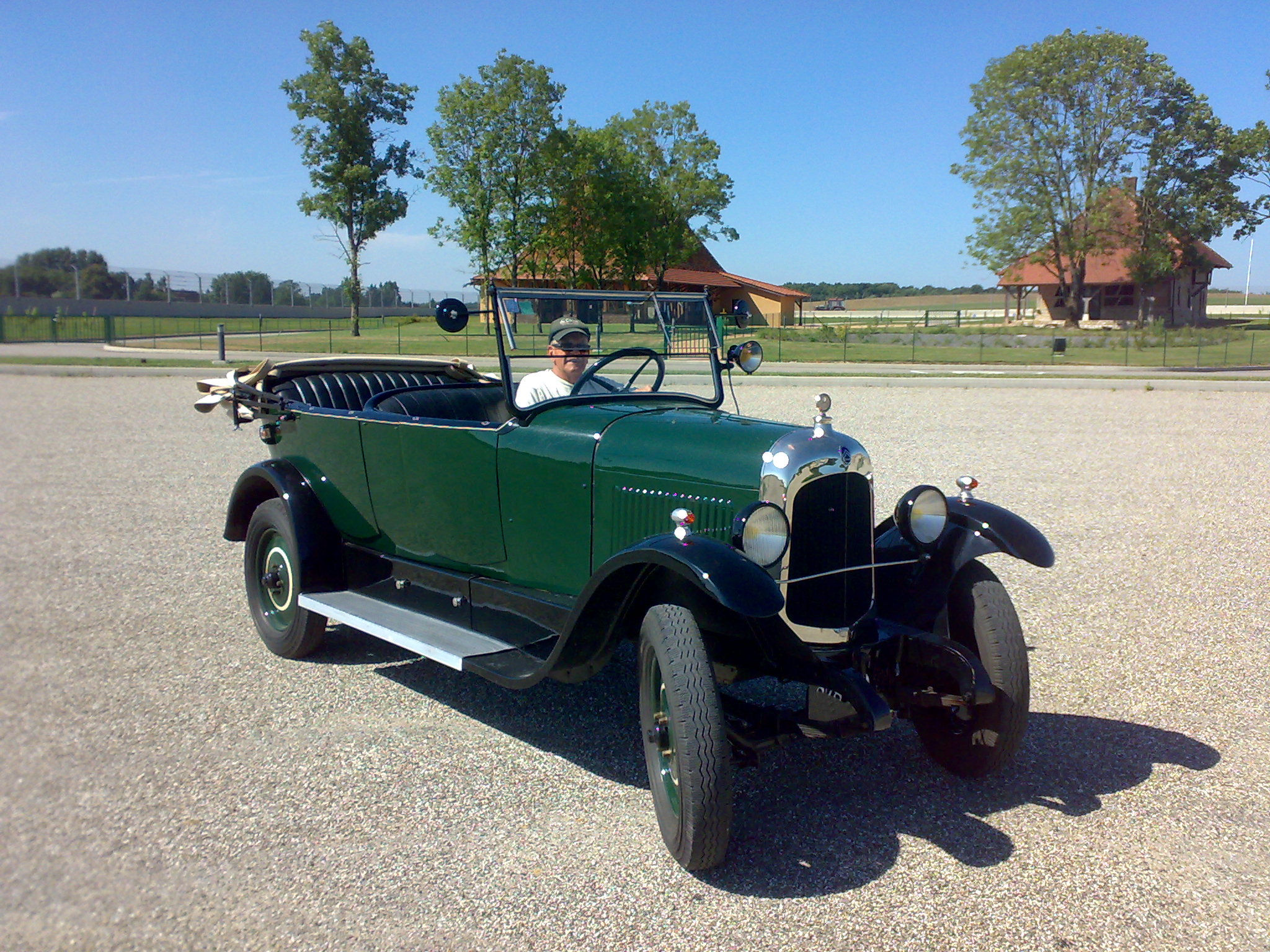
B12 Limusine
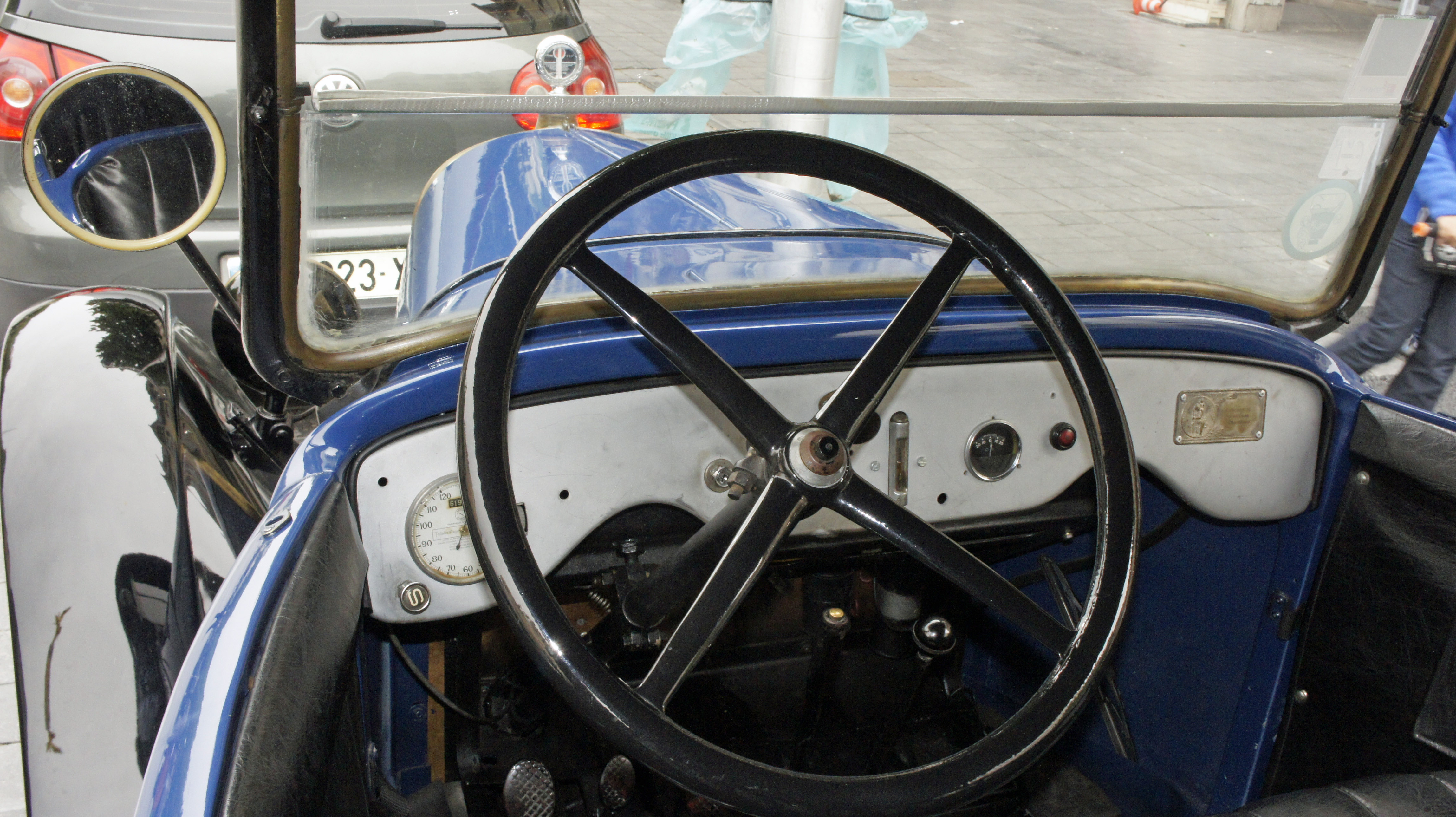
le tablier de bordo.

- 1919 : "10 Hp Type A" (Torpedo 3 Lugares, Torpedo 4 Lugares, Torpedo 3 Lugares Docteur Chassis Normal, Torpedo 3 Lugares Docteur Chassis Court, Coupé de Ville e 10 Hp Type A Conduite Interieur 4 Lugares)[5]
- 1921 : "10 Hp Type B" (Torpédo 4 Lugares de Série, Série Luxe, Turismo de Luxo e Acabamentos Desportivos, Conduite Interieure 3 e 4 lugares, Série Coupé de Ville e Grand Luxe e Landaulet Grand Luxe. A gama foi ampliada para incluir o elegante Sport Caddy, o Normande, o Taxi, um Cabriolet, um Coupé e um Trefle Torpédo)[3]
- 1925 : Lançamento de "10 Hp B10" que era semelhante ao B2 em mecãnica, mas empregava toda a carroçaria de metal (tout acier).[3]
- 1926 : "10 Hp B12" contava agora com as versões (Normande, Taxi, Cabriolet e Coupé.)[4]

## Inovações
O Citroën 10 Hp Type A foi o primeiro automóvel do mundo com chassi monocoque, sem embalaeiras (carroceria completa incluindo quatro rodas de metal estampada com pneus, estepe, dois faróis e um motor elétrico de partida) e é o primeiro automóvel em que não se tem de subir para entrar.
Com o Citroen 10 Hp B10 em 1923 a Citroen lança o primeiro carro com a carroçaria inteira de aço, substituindo as combinações de madeira/metal.